# Estación del Estadio Nacional
La Estación Ferroviaria del Estadio Nacional fue una plataforma del Ramal del Estadio Nacional, que servía al Estadio Nacional de Portugal, en el ayuntamiento de Oeiras, en Portugal.

## Historia

### Planificación y construcción
Cuando se planificó el Estadio Nacional do Jamor, se comprobó que, pese a la presencia de varias conexiones viarias y de una línea de eléctricos de la Compañía de Carris de Ferro de Lisboa junto a las instalaciones del estadio, una gran parte de los habitantes de la capital iban a utilizar la Línea de Cascais para llegar a este complejo deportivo; de forma que les facilitase el acceso por vía férrea, se planificó la construcción de un ramal desde la Línea de Cascais hasta un punto junto al estadio, obra que fue autorizada por el Decreto de ley n.º 33:525, del 11 de febrero de 1944.
El ramal debía ser construido bajo la orientación de la Dirección general de Ferrocarriles, con el apoyo financiero del Fondo Especial de Ferrocarriles; la explotación debía ser contratada a la Sociedad Estoril

### Apertura a la explotación
El Ramal del Estadio Nacional fue abierto el 10 de junio de 1944, el mismo día en que fue inaugurado el complejo desportivo.
No obstante, en septiembre de 1946, el edificio de la estación todavía no se había concluido, a pesar de que el ramal ya había sido utilizado en más de una ocasión en el acceso al Estadio Nacional.

## Características
El exterior de la estación fue ejecutado con un estilo paisajístico.